# サン＝テティエンヌ＝オ＝モン
サン＝テティエンヌ＝オ＝モン （Saint-Étienne-au-Mont）は、フランス、オー＝ド＝フランス地域圏、パ＝ド＝カレー県のコミューン。
町は、数km離れていて地元住民には独立しているようにみなされている、非常に異なる2つの地域にまたがって人口5000人が暮らしている。東側が都市化されたポン・ド・ブリックで、西側が農村地帯のエコーである。

## 地理
フランス北部にあるサン＝テティエンヌ＝オ＝モンは、ブローニュ＝シュル＝メールの南5kmのところにある。
コミューンは、数km離れた2つの地域に分かれている。
- ポン・ド・ブリック - 東側を占め、都市化されており、人口密度が十分にある（コミューン人口の約9割を占める）。
- エコー - 西側にあり、主に牧草地や野原、自然地域が占める農村地帯。コート・ドパール（オパール海岸）にあり、マンシュ海峡に面している。

2つの地域はどちらも同じコミューンである（役場はポン・ド・ブリックにある）が、地元住民はしばしば2つは独立した存在であるようにみなしている。
町はブローネ地方に属している。エコー集落は標高約100mの丘の上にあるが、一方でポン・ド・ブリックはリアーヌ川沿いにあり、川床が島に伸びている。西側のエコー山地はエコーの森とエコー砂丘からなる。エコーの砂浜は全長2555mあり、エスキエン浜とアルドゥロ浜の間、山地の背後にある。
コミューンの北側はリアーヌ川と隣接する。リアーヌ川は全長36.7kmあり、ブローニュにてマンシュ海峡に注ぐ。ワレンヌ川とカシェーヌ川はエコーが水源の河川である。ワレンヌ川はマンシュ海峡に注ぎ、カシェーヌ川はリアーヌ川に合流する。町は、2012年11月1日から3日にかけてポン・ド・ブリックのリアーヌ川近くで発生した、洪水や土砂崩れをきっかけに、自然災害の状態であると認識されている。
コート・ドパールにあるため、町は海洋性気候である。気温のふり幅は狭く、冬は穏やかで夏は涼しい。降霜や降雪は非常に少ない。風は常に活動的で、吹く方向に応じて気候に大きな影響を与える。西からの風が比較的清浄な空気をもたらし、沿岸に雲を押し込む。北または東からの冷たい風も吹く。

## 由来

### サン＝テティエンヌ＝オ＝モン
フランス革命の間、コミューンはオディスク（Audisque）にちなみサン＝テティエンヌと呼ばれていた。1937年に現在の名称となった。この名前は、エコーの教会が建っているサン＝テティエンヌ山にちなんでいる。

### エコー
エコーの17世紀のつづりはElcauであった。18世紀にはEcauxとなった。住民は自らをエコートワ（Écaultois）と呼ぶ。

### ポン・ド・ブリック
ポン・ド・ブリックという用語の中で、briquesは同じ名称である『レンガ』とは何の関係もない。これは古いゲルマン語で、橋を意味するbrickeからきており、直訳するとポン・ド・ブリックとは『橋の橋』となる。住民の自称はポン・ド・ブリコワ（Pont-de-Briquois）である。

## 歴史

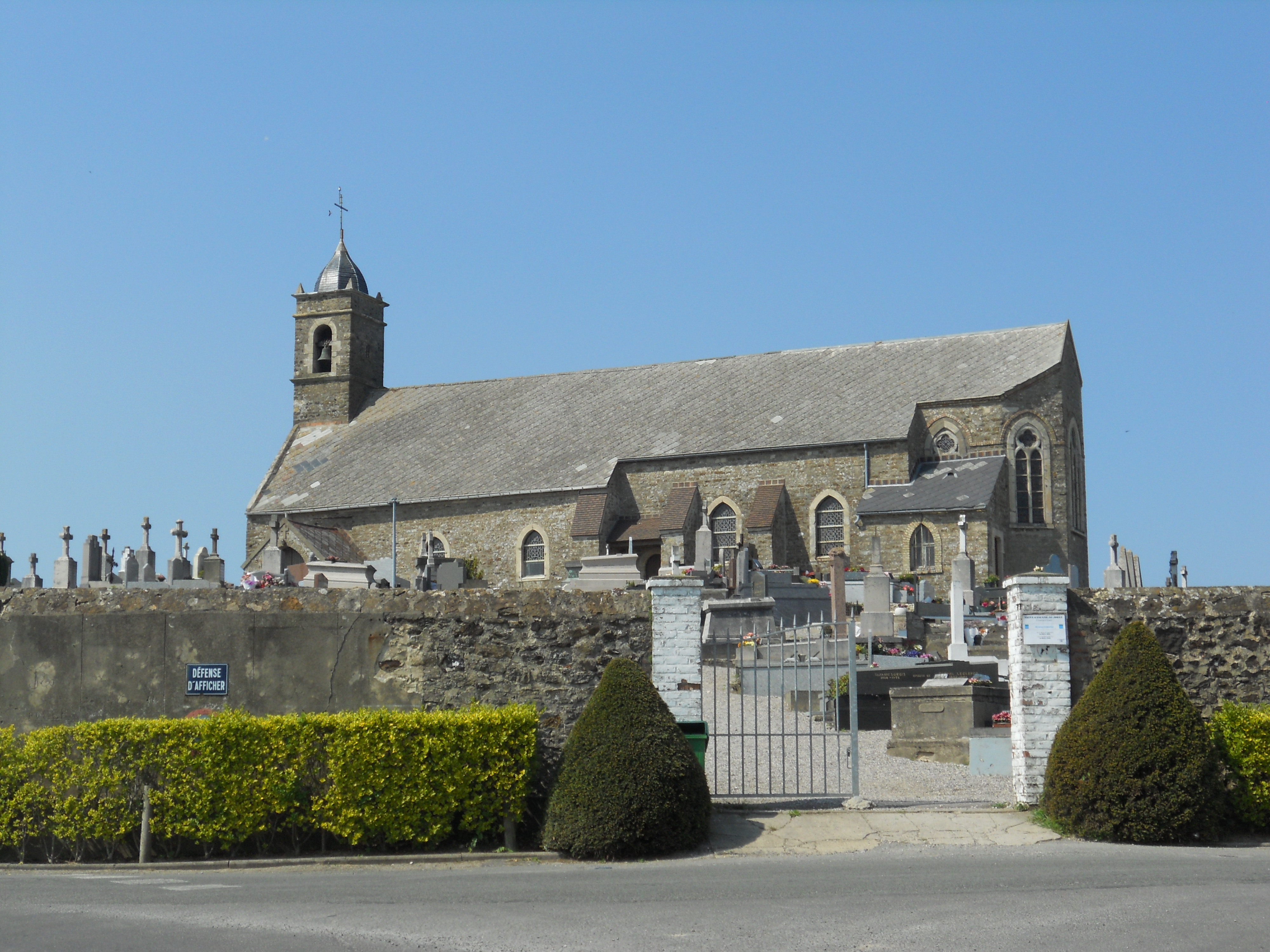
エコーの教会

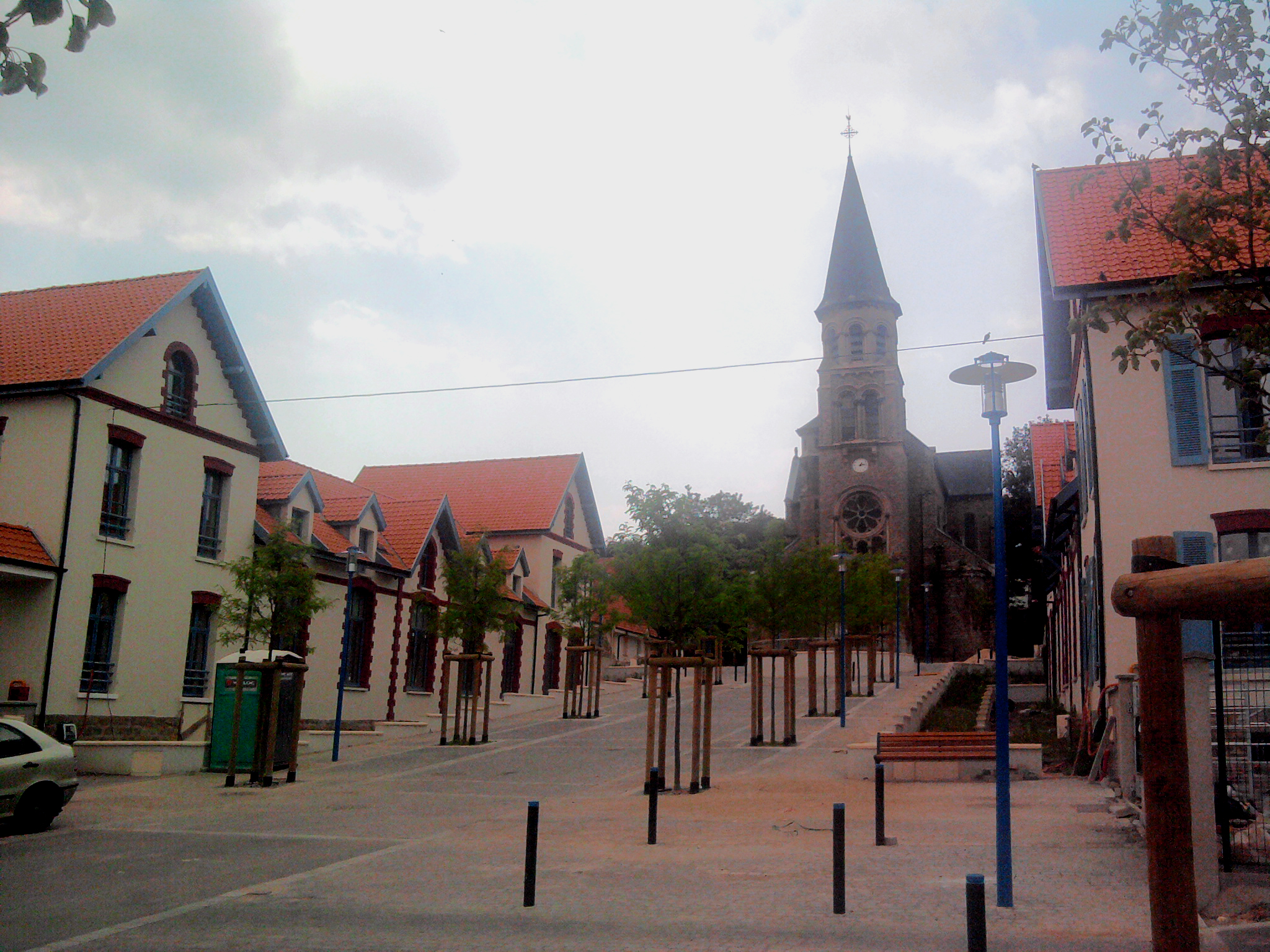
ポン・ド・ブリックのサント・テレーズ教会

古代、サン＝テティエンヌ＝オ＝モンの土地はベルガエ族のモリニ族（en）が占領していた。リアーヌ川は豊富な水を運ぶ川で、河口は潮が満ちると事実上の湖となり、隣接するコミューンのイスクに達するほどだった（村の名前はケルト語で水を意味する言葉が起源である）。干潮になると、湖は通り抜けられない潟となった。
2つの岸、ウトロー半島、ブローニュとリアーヌ川南岸の地域とをつなぎ、かの地はGesoriacumと呼ばれていた。また、荒れ狂う河川を止めるために、谷が狭くなるイスクの下流側に橋を架けた。これがポン・ド・ブリックの人口密集地の起源である。古代ローマの歴史家フロルスの一節は、この橋がティベリウス帝の弟大ドルススの時代である、紀元前12年から紀元前9年の間に建設されたことを示唆している。
さらに、1世紀から2世紀の間につくられたガロ＝ローマ時代の小さな定住地が、エコーで2004年に発掘された。日常の道具に加えて、6軒分の住宅の基礎の周りには、廃棄された堆積物が発見された。この堆積物から、金属加工の職人がいたとわかった。
ポン・ド・ブリックの地名は、1278年に書かれた憲章で初めて言及される。このことは、ポン・ド・ブリックがブローニュ郊外の最も端であったことを意味している。橋はブローニュとアミアンの間の道でもあった。この道はアタンの盆地でカシャンを横断してブローネ地方に入ってきた。13世紀の公文書では、1121年頃にムスティエ・サンテティエンヌという教会があったことを報告している。この教会は、現在のエコーの教会の起源だろう。教会は14世紀にイングランド軍によって大規模に破壊されている。1630年、教区司祭ルイ・マケは教会を再建しようとしたが、適切な結果を得られず失敗している。
1803年から1805年にかけ、ナポレオン・ボナパルトは、イギリスへの攻撃準備のため、ブローニュ＝シュル＝メールの周囲にあった軍の野営地に移動した。ブローニュ駐屯地は、大陸軍になる大西洋岸軍を迎えた。皇帝はポン・ド・ブリックにある小さなシャトーに住まいを構えた（このシャトーは現在、隣のコミューン、サン・レオナールにある）。このシャトーを住まいとしたのは、ブローニュと往来が容易なこと、駐屯地がリアーヌ川沿いにあるのが理由である。
第二次世界大戦中、ブローネ地方の他のコミューンと同様に、コミューンは大規模な被害を受けた。具体的には、戦争が終わってから、エコーに残っていた住宅は数軒にすぎなかったのである。

## 人口統計
| 1962年 | 1968年 | 1975年 | 1982年 | 1990年 | 1999年 | 2006年 | 2012年 |
| ------ | ------ | ------ | ------ | ------ | ------ | ------ | ------ |
| 3423   | 4389   | 4301   | 4632   | 5037   | 4995   | 5059   | 5097   |

source=1999年までLdh/EHESS/Cassini、2004年以降INSEE

## 友好都市
- コボンゴイェ、セネガル